# Ljubo Kojo
Ljubo Kojo (v srbské cyrilici Љубо Којо/Љубомир Којо; 6. června 1920, Sarajevo, Království Srbů, Chorvatů a Slovinců – 6. ledna 1993, Sarajevo, Bosna a Hercegovina) byl starostou Sarajeva v letech 1955–1962 a člen vlády Bosny a Hercegoviny v letech 1962–1966.

## Biografie
Kojo se narodil do prominentní srbské rodiny. Studoval na obchodní akademii v bosenské metropoli. V roce 1941, když vypukla druhá světová válka na Balkáně, se přidal ke komunistickým partyzánům. V boji byl raněn a následně léčen ve vojenské nemocnici na Bari v Itálii. Jeho zdravotní stav se zlepšil v předvečer osvobození Sarajeva.
Po návratu do města byl jmenování Správcem ve jménu dobra lidu, což byla pozice, jejíž držitel dohlížel na rozdělování přídělů jídla a základních služeb pro obyvatele města. Poté, co byl sedm let starostou bosenské metropole se stal ministrem v republikové vládě. Roku 1969 se stal zástupcem Bosenskohercegovinské obchodní komory v Moskvě. Na uvedené pozici zůstal dva roky. Byl také jedním ze zakladatelů fotbalového klubu FK Sarajevo, kde zastával funkci předsedy klubu v letech 1962–1963. Svojí kariéru zakončil jako ředitel centra Skenderija.